# Bätzenwustung (Schwärzdorf)
Bätzenwustung ist ein Gemeindeteil des Marktes Mitwitz im Landkreis Kronach (Oberfranken, Bayern).

## Geographie
Die Einöde liegt in unmittelbarer Nähe der thüringischen Grenze. Ein Anliegerweg führt zur Reuterwustung (0,5 km nordwestlich) bzw. zu einer Gemeindeverbindungsstraße (0,5 km südöstlich), die südlich an der Dicken- und der Angerwustung vorbei nach Schwärzdorf bzw. nordöstlich, jenseits der thüringischen Grenze als Kreisstraße K 8 fortgeführt, nach Sichelreuth verläuft.

## Geschichte
Gegen Ende des 18. Jahrhunderts bestand Bätzenwustung aus einem Anwesen. Das Hochgericht übte das Halsgericht Mitwitz aus. Die Herrschaft Mitwitz war Grundherr des Einödgehöftes.
Mit dem Gemeindeedikt wurde Bätzenwustung dem 1808 gebildeten Steuerdistrikt Neundorf und der 1818 gebildeten Ruralgemeinde Schwärzdorf zugewiesen. Laut der Bayerischen Uraufnahme hieß die Einöde „Wachholderwustung“. In einem topographischen Verzeichnis von 1867 wurde neben der Bätzenwustung auch eine Einöde „Wachholder“ aufgelistet. Am 1. Juli 1971 wurde Bätzenwustung mit Schwärzdorf im Zuge der Gebietsreform in Bayern nach Neundorf eingemeindet, das seinerseits am 1. Januar 1974 nach Mitwitz eingegliedert wurde.

### Einwohnerentwicklung
| Jahr      | 001818 | 001861 | 001871 | 001885 | 001900 | 001925 | 001950 | 001961 | 001970 | 001987 |
| Einwohner |        | 6      | 6      | 7      | 6      | 7      | 5      | 5      | 3      | 2      |
| Häuser    | 1      |        |        | 1      | 1      | 1      | 1      | 1      |        | 1      |
| Quelle    | [ 7 ]  | [ 6 ]  | [ 9 ]  | [ 10 ] | [ 11 ] | [ 12 ] | [ 13 ] | [ 14 ] | [ 15 ] | [ 1 ]  |

## Religion
Der Ort ist seit der Reformation evangelisch-lutherisch geprägt und nach St. Jakobus (Mitwitz) gepfarrt.